# Prückler Ignácz Magyarország első rum-, likőr- és pezsgőgyára
A Prückler Ignácz Magyarország első rum-, likőr- és pezsgőgyára, a mai Magyarország területének első pezsgőgyára, amelyet Prückler Ignác (1809–1876) kereskedő alapított Pesten 1834-ben. 1882-ban a Prückler Ignácz Magyarország első rum-, likőr- és pezsgőgyára a császári és királyi udvari szállító címet szerezte az uralkodótól.

## A pezsgőgyár története

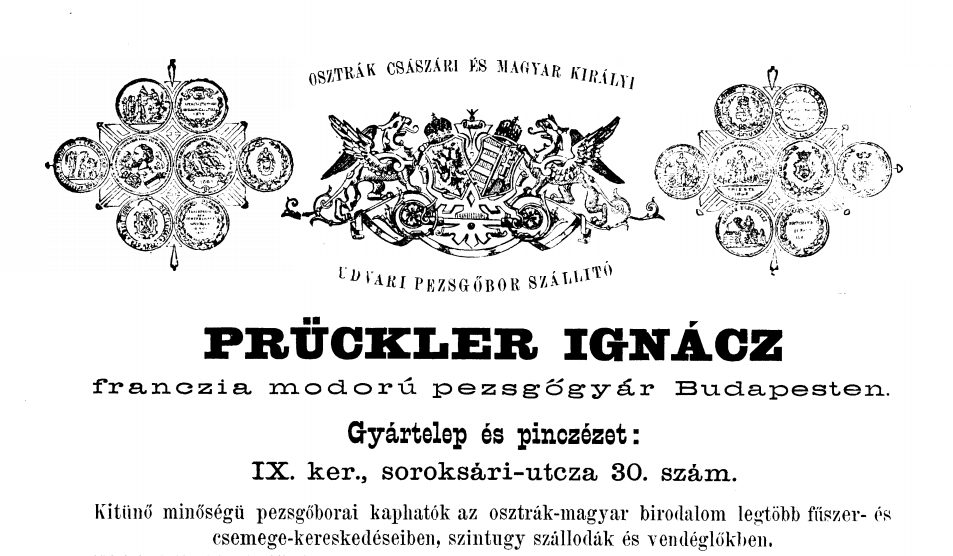
A Prückler Ignácz Magyarország első rum-, likőr- és pezsgőgyára reklámja 1886-ból. Az ország első pezsgőgyára, amelyet 1834-ben Prückler Ignác alapított

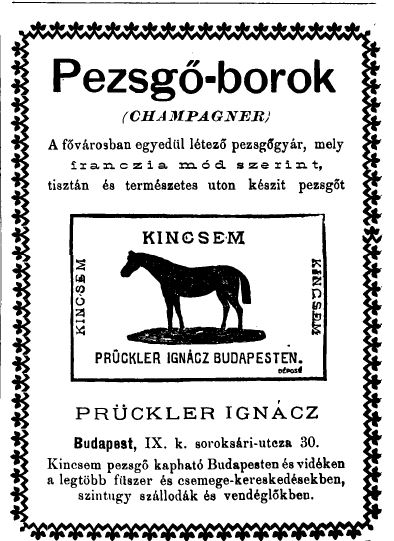
Prückler Ignác pesti pezsgőgyáros Kincsem pezsgőjének címkéje (1882)

A Prückler pezsgőgyár pavillonja az 1885-ös Országos Általános Kiállításon.

A római katolikus, jómódú pesti patricius Prückler család az alsó-bajorországi Schwarzenbachból költözött át a Magyar Királyságba Mária Terézia magyar királynő uralkodása alatt. Prückler Ignác pezsgőgyár-alapító apja, idősebb Prückler József Kalazancius (1778–1848) pékmester, választott pesti polgár, császári királyi százados, és három bérpalota tulajdonosa volt Pesten.
Prückler Ignác pezsgőgyár-alapító 1834. június 21-én szerezte meg a pesti választott polgárjogot. Ugyanabban az évben alig 25 évesen, 1834-ben, az ország első pezsgőgyárat alapította meg a Soroksári utca 30-as (ma: Ráday utca 30-as) szám alatt. A cég neve hivatalosan Prückler Ignác Magyarország első rum-, likőr- és pezsgőgyára volt. Prückler Ignác kereskedő szintén évek óta foglalkozott már szesz- és ecetfőzéssel, amikor 1841-ben gyár kiváltságot kapott az uralkodótól. 1843-ban már gyakran szerepelt Prückler Ignác a magyarországi újságokban, ahol „liqueur, cogniac és eczet gyárnok”-ként reklámozták. 1848-ban Prückler Ignác Pesten lakott, „a’ fejér farkashoz, kecskeméti utcán” (ma: Kecskeméti utca 15-ös szám alatt). Apja halála után, 1848-ban, az adósságok levonása után maradt 30 300 forintnyi örökség, amelyet a három fiú között egyenlő arányban osztottak fel; ezzel Prückler Ignác tovább fejlesztette a gyárat, és már az 1873-as pesti legnagyobb adózók között szerepelt igen előkelő helyen, amely a nagy vagyonát tükrözte.
A jómódú és jó hírnevű idősebb Prückler Ignác pezsgőgyáros Pesten 1876. május 14-én hunyt el. Pezsgőgyárát két fia, ifjabb Prückler Ignác (1840–1919) és Prückler László (1847–1929) vette át. A cég 1882-ben a Prückler Ignácz Magyarország első rum-, likőr- és pezsgőgyára a császári és királyi udvari szállító címet szerezte az uralkodótól. 1887-re, a Prückler Ignác pezsgőgyára nem csak az ország legrégebbi, de amelynek a legnagyobb évi termelő képessége is volt: 400 000 palack. Ifjabb Prückler Ignác és Prückler László vezetése alatt a Prückler-féle gyárnak sikerült bizalomra találni, termelvényét a külföldön is keresetté tenni és annak ott piacot biztosítani, annyira, hogy akkoriban már Románián kivül Anglia és annak gyarmatai is részben a magyar Prückler féle pezsgőt fogyasztottak az 1870-es évektől. 1881-ben a sikeres Prückler cég mintegy 40 000 palack pezsgőt szállított Angliába.
Prückler László a lóversenyek nagy rajongójaként olyan pezsgőt gyártott, amelynek a neve Kincsem volt, címkéjén a híres versenyló rajzával. A Kincsem pezsgőt, amelyet 1880-ban, az „Írók és művészek-társasága" egyik esztergomi kirándulása alkalmából Prückler ajánlott fel, maga Jókai Mór köszönte és nagy tisztelettel dicsérte meg. 1881. május 19-én Rudolf trónörökös határozott kívánságához képest a császár és királyi udvari ebédhez 150 üveg „Kincsem“ pezsgőt rendeltek meg a Prückler Ignácz budapesti pezsgőgyárnál. A megrendelés a főudvarmesteri hivatal által történt. Rudolf trónörökös élvezettel ízlelte meg a magyar gyártmányt, és arról a legmelegebb elismeréssel nyilatkozott. Ennek folytán Prückler újabb megrendelést kapott az udvartól.
1882-ben miután teljesen megverték az osztrák gyártmányokat Prückler Ignác arra a kísérletre szánta el magát, hogy a francia gyártmányokkal keljen versenyre. Tanulmányozta és tanulmányoztatta a kérdést Reimsban, Epernayben és Bordeauxban; budapesti gyárába egy félmilliót fektetett be; szolid árut küldött megrendelőinek, és magát minden oldalról harcra szerelve föl, a komoly munkás öntudatosságával dobta áruit a versenypiacra. Két dolog volt, melyek lehetővé tették részére a versenyt. Egyik a francia pezsgő behozatali vámjának fölemelése; másik a Prückler-pezsgőnek jó minősége. Az első alkalmat nyújtott arra, hogy leszorítsa a francia gyártmányt a belföldi piacokról; a másik arra adott alkalmat, hogy tisztességesen indíthatta meg a versenyt a külföldön. A cél sok tekintetben el lett érve: ekkoriban Németországban mindenütt volt kapható a „Kincsem“, a „Király" pezsgő, valamint a „Hungária pezsgőbor“.
Az 1885-ös Országos Általános Kiállításon a Prückler pezsgőgyár is jelen volt. Az akkori sajtóban megjelent az, hogy: "Igen szép pezsgőpavillon a Prückler Ignáczé. A tetején lysikratesi oszlopkörös veranda tartja a kupolát. Aki akarja, odafent pezsgőzik. Nemzeti színű magyar ruhába öltöztetett csinos leányok szolgálják ki a vendégeket. Apró asztalai mellől rálátni a pompás királypavillonra, az erdészeti kastélyra és a fővárosi kiállítás épületére. Szinte öröm volt ott időzni. Hozattunk egy üveg «Kincsem»-et. Prücklerék nem gyártanak több fajta pezsgőt. De ez egyet azután oly kitűnően, hogy cseppet se csodálkozom, ha a király asztalán is hébe-korba megfordul, úgy tudom, első volt e kiváló pezsgőgyárosunk, aki a franczia természetes erjesztési rendszer szerint kezdett gyártani." A frissen 1882-ben létrehozott Törley Pezsgőmanufaktúra is vett részt az 1885-ös Országos Kiállításon. Az író a még nem nagy hírrel rendelkező pezsgőről közli, hogy "Bár Törley is igyekszik pezsgőit a franczia módszer szerint gyártani, de készítményei már nem ütik meg a tökély azon mértékét, melyet Prückler és Littke ért el a gyártmányaival. Főfájást azonban pezsgőinek kóstolása után nem éreztem, s hihető, hogy Jézi aszszony fejét is egyéb valami fájdíthatta meg."
Az addigi sikeres cég nagy hírneve és fejlődésének ellenére 1888-ban végfelszámolás indult a Prückler cég ellen, melynek eredményként az ettől fogva „Prückler & Co.” nevet viselő közkereseti társaságnak a családból Prückler László maradt a beltagja, míg a másik beltag Bernhardt Gyula kereskedő, a „Prückler Ignácz” cég egyik fő hitelezője lett. 1888-ban Prückler lemondott a törvényhatósági tagságáról, talán pénzügyi nehézségek miatt, vagy az 1887-es országgyűlési választásokon elszenvedett veresége miatt. Másrészt, az akkori sajtó egyértelműen is ismertette, hogy „nem képezett titkot hogy az egykor gazdag pezsgőgyáros a tönk szélére jutott gyára, melyet bátyjával közösen vezetett az utóbbi években nagymérvű pangásnak indult. Az újabb magyar pezsgők teljesen kiszorították Prücklerék készítményét a forgalomból úgy hogy a nagy összegeket megemésztő befektetés nemhogy a kamatokat meghozta volna de újabb áldozatokat igényelt”. 1888. április 29-én elkeseredettségében Prückler László öngyilkosságot kísérelt meg egy revolverrel a Soroksári utca 30-as számú földszintes Prückler pezsgőgyár hátsó épület egyik szobájában, azonban ezt túlélte. 1888. június 28-án Prückler László és ifjabb Prückler Ignác vagyon átadási és elzálogosítási szerződést írtak alá, amelyben a kedvezett hitelezők belatini Braun József (1824–1903), pezsgőgyáros, a Braun testvérek cég képviseletében, valamint Bernhardt Gyula, gyáros voltak. Braun Józsefné zólyomi Wagner Irma (1844–1897), dr. Wagner Géza (1842–1920), budapesti ügyvéd leánytestvére volt. Wagner Géza, hosszú évekig Prückler Lászlónak az ügyvédje és kedves barátja volt.
Egyidejűleg a családon belül is vagyoni per zajlott le, ami végül egyezséggel zárult: a kiskorú Prückler Margit, Lujza és Ilka nevében fellépő gyámok perelték be Prückler Lászlót és ifjabb Prückler Ignácot. 1888-ban Prückler László ismeretlen okból, az 1887-es országgyűlési választásokon elszenvedett fiaskó vagy talán épp ezen pénzügyi nehézségek okán, lemondott törvényhatósági bizottsági tagságáról. Vagyona azonban tovább apadt: az 1890-ben a kőbányai Óhegy épületbe költöztették a „Prückler & Co.” céget (egyúttal az új gyár területén található lakását is); a Kőbányai ingatlant 1889-ben még együtt vette Prückler László és Bernhardt Gyula, mégpedig 16 000 forintért. 1897-ben Prückler László teljes egészében átadta a társnak, Bernhardt Gyulának. A pezsgőgyár tehát (mindössze 10 000 forintért) ettől fogva nem volt a névadó család birtokában, hanem Bernhardt Gyula kizárólagos tulajdonában álló egyéni kereskedelmi cég lett. Viszont így a gyárat hiteleikkel támogató családtagoknak, Pleininger Ferencné született Prückler Franciskának (akinek Bernhardt Gyula legkésőbb 1899-ig megfizetni tartozott a cég 10 814 forint tartozását és annak kamatait), illetve a három kiskorú Prückler lánynak: Margitnak, Lujzának és Ilkának (akiknek 14 435 forint 25 krajcár és annak járulékai után a jelzálogi tartozást szintén Bernhardt Gyulától húzták) kintlevőségeiket immár nem rokonuktól kellett bevasalniuk. Prückler László ráadásul mint a három kiskorú lány gyámja, jogosult lett a gyáringatlan eladása esetén az árvák nevében a jelzálog után járó kamatokat is felvenni." Ennek ellenére Prückler László 1909-ig szerepelt Bernhardt Gyula mellett a pezsgőgyár társtulajdonosaként.